# سبال بهي
سبال بهي (الاسم العلمي: Sabal speciosa) هو نوع نباتي يتبع جنس السبال من فصيلة الفوفلية.